# 孔艾尔夫
孔艾尔夫（瑞典語：Kungälv）是瑞典西约塔兰省孔艾尔夫市镇的城区。